# 刺巻駅
刺巻駅（さしまきえき）は、秋田県仙北市田沢湖刺巻字大道にある、東日本旅客鉄道（JR東日本）田沢湖線の駅である。

## 歴史
- 1923年（大正12年）8月31日：鉄道省（のちに日本国有鉄道）生保内線神代 - 生保内間延伸に伴い開業[3]。
- 1960年（昭和35年）11月1日：貨物の取り扱いを廃止[3]。
- 1965年（昭和40年）2月8日：荷物の扱いを廃止[4]。無人化[2][5]。
- 1966年（昭和41年）10月20日：路線改編に伴い、田沢湖線の駅となる[3]。
- 1987年（昭和62年）4月1日：国鉄分割民営化により、JR東日本の駅となる[3]。
- 1997年（平成9年）3月：駅舎が完成。秋田新幹線開業とともに利用を開始。
- 2020年（令和2年）10月1日：田沢湖駅の業務委託化に伴い、大曲駅管理となる。
- 2024年（令和6年）10月1日：えきねっとQチケのサービスを開始[1][6]。

## 駅構造
相対式ホーム2面2線を有する地上駅である。互いのホームは構内踏切で連絡している。ログハウス風の駅舎が置かれている。
大曲駅管理の無人駅である。

### のりば
| 番線 | 路線      | 方向 | 行先     |
| ---- | --------- | ---- | -------- |
| 1    | ■田沢湖線 | 上り | 盛岡方面 |
| 2    | ■田沢湖線 | 下り | 大曲方面 |

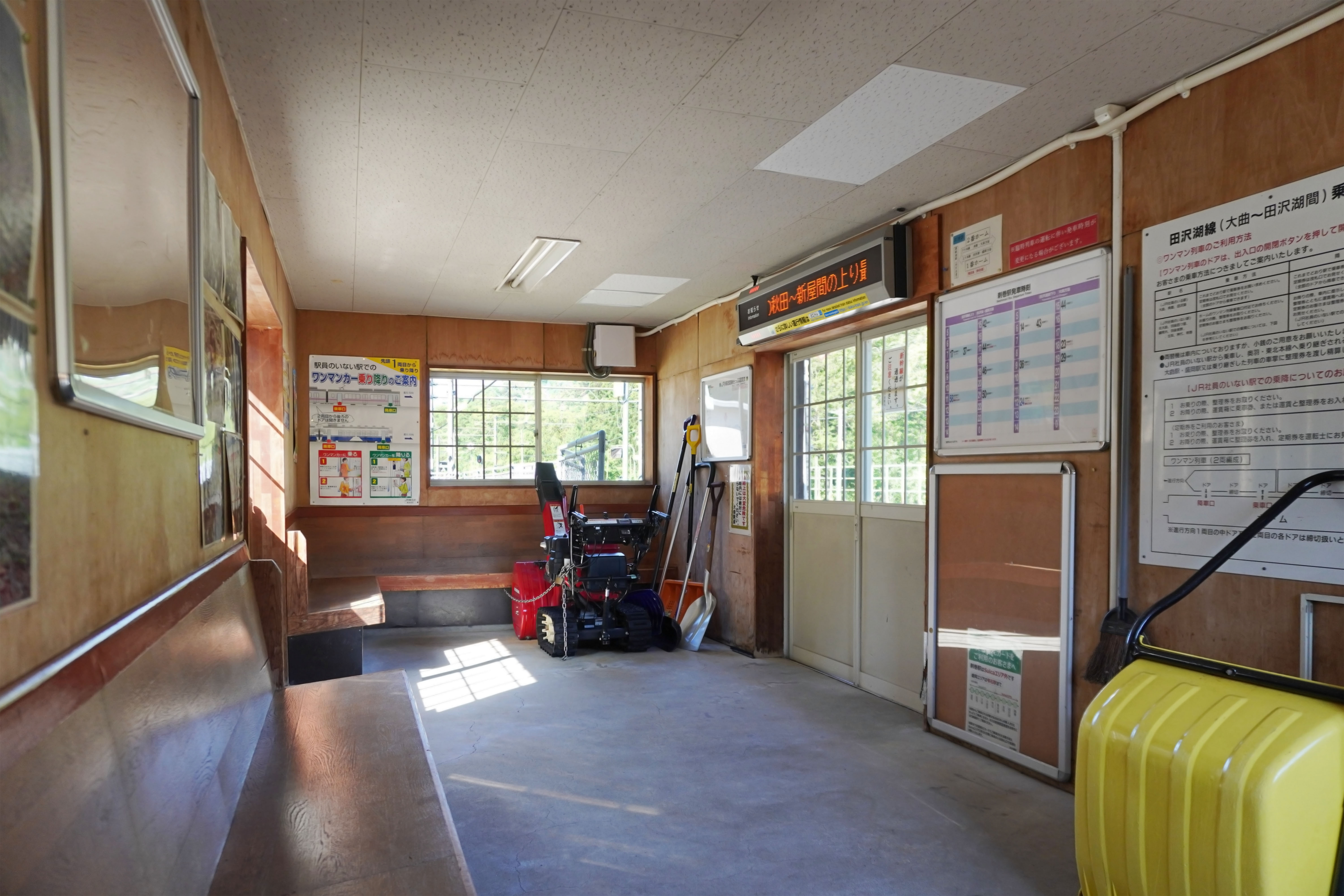
待合室（2024年5月）
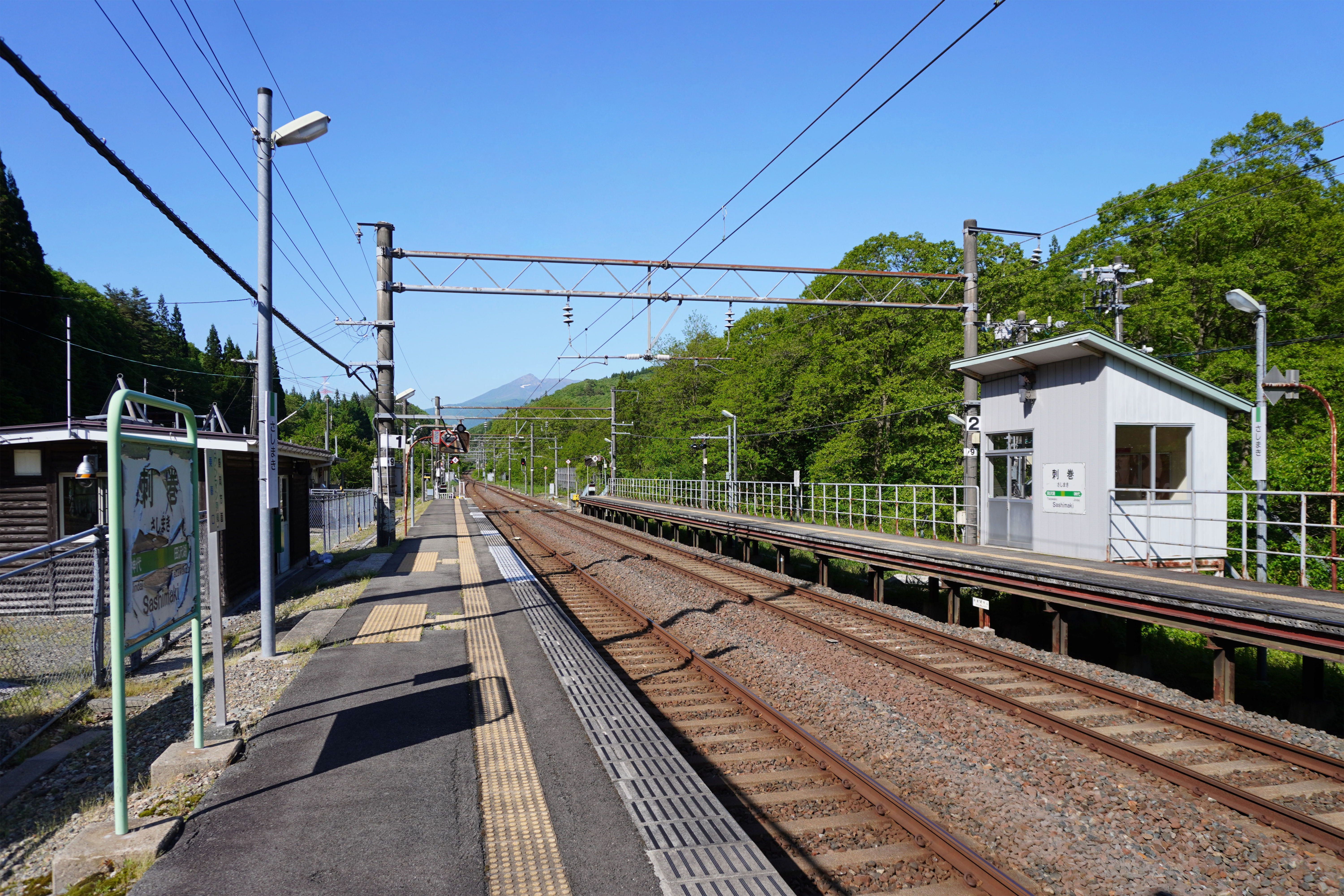
ホーム（2024年5月）
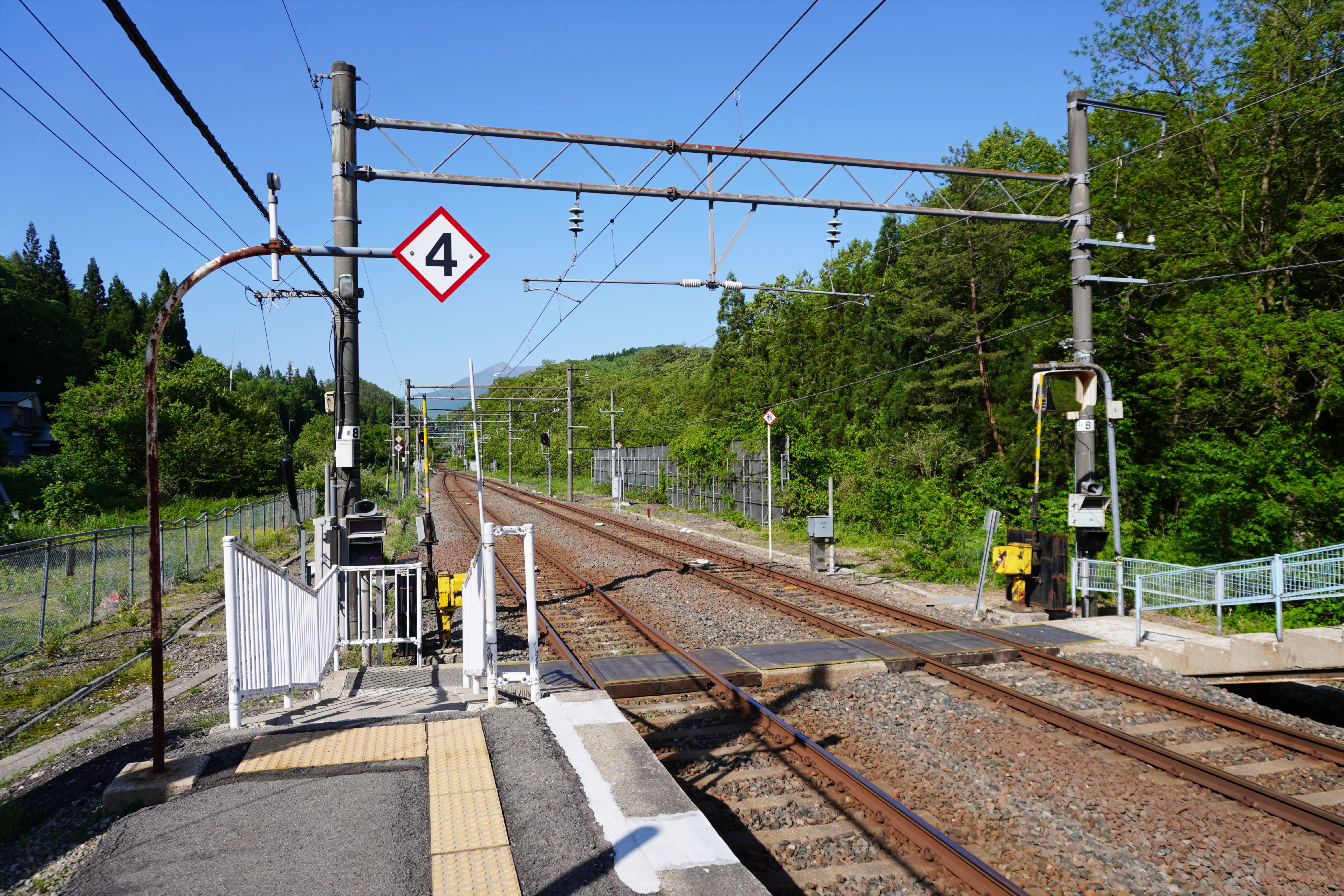
構内踏切（2024年5月）

## 駅周辺
- 刺巻湿原 - 駅から湿原までの歩道が整備されている。
- 国道46号
- 羽後交通「刺巻駅前」停留所

## 隣の駅
東日本旅客鉄道（JR東日本）
■田沢湖線
田沢湖駅 - 刺巻駅 - 神代駅